# Conférence de Rambouillet

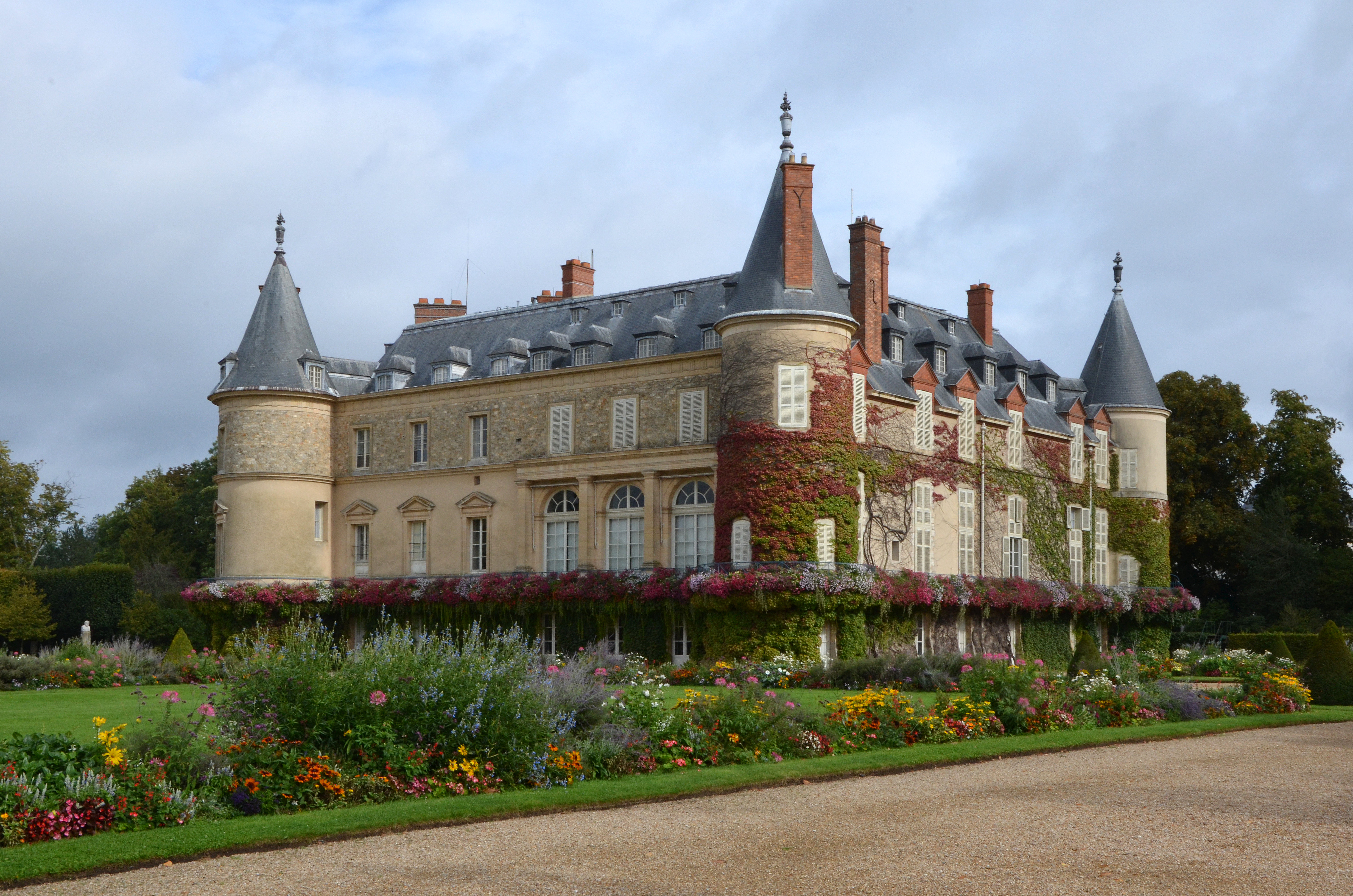
château de Rambouillet

La conférence de Rambouillet est le nom donné au cycle de négociations menées entre février et mars 1999 au château de Rambouillet entre les indépendantistes kosovars et la Serbie, sous l'égide du Groupe de contact. Menées en deux temps, ces négociations se soldent finalement par un échec : la Serbie accepte l’envoi d’observateurs internationaux de l’Organisation pour la sécurité et la coopération en Europe (OSCE) et de la Communauté européenne, mais refuse les envoyés de l’OTAN, dont elle réfute l’impartialité, ce qui entraine une campagne de bombardements de l'OTAN en Yougoslavie.

## La première phase des négociations

### Contexte
Resté sous le boisseau pendant le début des années 1990, alors que le reste de la Yougoslavie s'enflammait, le conflit kosovar ressurgit en 1998 avec des accrochages répétés entre la guérilla indépendantiste kosovare et les forces policières serbes de Slobodan Milošević, menant à un cercle vicieux entre insurrection et répression.
Après de nombreuses tergiversations au cours de l'année 1998, les grandes puissances occidentales se saisissent sérieusement de la question kosovare au lendemain du massacre de Račak du 15 janvier 1999. Réunis à Londres, le 29 janvier, les six pays du Groupe de contact appellent les Serbes et les Kosovars à participer à des pourparlers de paix, tandis que le Conseil de l'OTAN autorise le déclenchement de frappes militaires si nécessaire. La conférence elle-même débute à Rambouillet le 6 février, avec une échéance originellement fixée au 19 février, ensuite repoussée au 23 février.
Du point de vue de l'administration américaine, cette négociation se place dans le cadre des divergences existant entre le secrétaire d'État, Madeleine Albright, qui considérait depuis le début des affrontements de 1998 au Kosovo que seule la force permettrait de mettre un terme au conflit serbo-kosovar, et Richard Holbrooke, qui estimait avec d'autres qu'il était possible d'amener les deux parties à s'entendre. Tandis que les positions d'Holbrooke avaient prévalu jusqu'à la fin de l'année 1998 auprès de la Maison-Blanche et du Pentagone, Albright fit déclarer par son porte-parole le 1er décembre 1998 : « Milošević a été au centre de chacune des crises en ex-Yougoslavie pendant la décennie écoulée. Il n'est pas seulement un élément du problème ; Milošević est le problème ». Le massacre de Račak permit à Albright de définitivement prendre le dessus dans ce débat.

### Parties représentées
Ouvertes par Jacques Chirac le samedi 6 février 1999, les négociations sont coprésidées par Hubert Védrine et Robin Cook et menées sous l'égide du Groupe de contact (États-Unis, France, Grande-Bretagne, Allemagne, Italie, Russie), par trois médiateurs : l'Américain Christopher Hill, alors ambassadeur en Macédoine, l'Autrichien Wolfgang Petritsch (en), ambassadeur à Belgrade et représentant l'UE, et le Russe Boris Maïorski. Les négociateurs étaient assistés par un groupe de conseillers juridiques issus du Groupe de contact et placés sous la direction de James O'Brien,.
La délégation serbe, volontairement composée de personnalités politiques secondaires, est conduite par le vice-Premier ministre de Serbie, Ratko Marković (de), et comprend notamment Nikola Šainović et Vladan Kutlešić, vice-Premiers ministres yougoslave. Les Serbes sont accompagnés de représentants de huit minorités non albanaises du Kosovo (notamment Turcs, Roms, Gorans, mais aussi Albanais).
La délégation kosovare élit à sa tête Hashim Thaçi, 29 ans, membre de l'UÇK, en l'absence d'Adem Demaçi, son représentant politique. Ce désaveu vis-à-vis d'Ibrahim Rugova, jusqu'alors considéré comme le principal dirigeant albanais, signifiait un changement des équilibres politiques kosovars et une influence accrue de la guérilla et d'Adem Demaçi, malgré son absence. La délégation comprend en outre Ibrahim Rugova, dirigeant de la LDK (cinq représentants), l'écrivain Rexhep Qosja (en) (Mouvement démocratique uni, quatre représentants), et Jakup Krasniqi, porte-parole de l'UÇK (5 représentants). Trois personnalités indépendantes, dont le journaliste Veton Surroi (en), représentent la société civile.

### Règles du jeu
Le 30 janvier, au lendemain de la réunion du Groupe de contact à Londres, Robin Cook avait présenté aux parties un cadre de discussion composé de vingt-six principes non négociables. Parmi ceux-ci l'on retrouvait l'élection d'institutions démocratiques de gouvernement autonome, des forces de police et une justice représentatives, des organes de protection des droits de l'homme ; mais aussi des principes généraux dont la cessation des hostilités, l'intégrité territoriale de la République fédérale de Yougoslavie, des élections libres et loyales, une loi d'amnistie, et un engagement international pour la mise en œuvre de ce statut transitoire prévu pour une durée de trois ans. Un projet d'accord-cadre pour le règlement de politique du conflit, accompagné de plusieurs annexes, est remis aux délégations à leur arrivée. Parmi ces annexes, la principale instaure une nouvelle constitution du Kosovo ; d'autres concernent les élections ou encore le rôle du garant des droits (ombudsman) qui serait instauré. D'autres encore, portant notamment sur la mise en œuvre des aspects civils et militaires de l'accord, devaient être fournies aux délégations à un stade plus avancé de la discussion. Seules les modifications agréées par les deux parties pouvaient être ajoutées aux versions successives de l'accord, à condition toutefois qu'elles soient compatibles avec les principes non négociables.
Les négociations devaient initialement durer une semaine (elles furent cependant prolongées deux fois, au 20 puis au 24 février).

### Déroulement des négociations
Les négociations commencent dans un climat tendu, le dimanche 7 février 1999, dans des pièces séparées, les Serbes refusant de siéger à la même table que les représentants de l'UÇK qu'ils considèrent comme « une organisation terroriste ».
Alors que les deux délégations n'ont aucun contact direct, les Serbes font monter les enchères dès le premier jour, exigeant la signature des dix points du préambule de l'accord dont l'un garantit l'intégrité des frontières de la Yougoslavie. Les Albanais refusent et exigent un engagement serbe de cessez-le-feu. Après l'arrivée du président serbe Milan Milutinović, la délégation serbe paraphe seule ces dix principes le 11 février.
Le 17 février, pour tenter de surmonter le blocage, Christopher Hill se rend à Belgrade (sans ses collègues européen et russe) où il expose à Slobodan Milošević le projet d'accord ainsi que les annexes ayant trait à la sécurité — qui devaient n'être distribuées aux délégations que le lendemain. Alors que les négociations continuent d'achopper sur le déploiement des forces de l'OTAN et le désarmement de l'UÇK, les délégations serbe et albanaise se voient remettre une « version finale » de l'accord politique le jeudi 18 février, texte qu'elles doivent approuver avant le samedi 20. Le projet d'accord exclut pour les Albanais la perspective de l'indépendance du Kosovo, tandis que les Serbes doivent accepter de perdre le contrôle sur la province où seraient déployés 26 000 soldats de l'OTAN.
Hashim Thaçi quitte quant à lui Rambouillet le 18 pour Ljubljana afin de négocier avec Adem Demaçi qui avait refusé de participer à une négociation qui selon lui ne pouvait constituer qu'un renoncement. De son côté, Christopher Hill tente une nouvelle démarche le 19 février auprès de Slobodan Milošević, qui lui oppose une fin de non-recevoir par le biais de son ministre des Affaires étrangères, Živadin Jovanović.
Du fait, officiellement, des « progrès très substantiels » réalisés le 20 février sur le volet politique de l'accord, les coprésidents Hubert Védrine et Robin Cook décident de repousser l'échéance de la signature de l'accord au mardi 23 février. Il semble cependant que les discussions se soient au contraire enlisées entre le 17 et le 20, contraignant les négociateurs — contre l'avis de Bill Clinton — à imposer un nouveau délai de trois jours pour tenter de reprendre en main le processus. Face au double blocage serbe et albanais, Madeleine Albright choisit de privilégier une signature préalable par les Albanais afin de pouvoir mettre la pression sur les Serbes qu'elle accuse de porter la « principale responsabilité » dans l'impasse des pourparlers : « Ils refusent totalement d'aborder le volet sur la sécurité de l'accord, et pour nous c'est totalement inacceptable ».
Du 20 au 23, Madeleine Albright fera plusieurs concessions au camp albanais : elle leur fait notamment présenter les plans d'intervention de l'OTAN par le SACEUR, le général Wesley Clark, et leur promet l'organisation d'un référendum au bout de trois ans. Malgré cela, faute d'avoir obtenu la promesse formelle d'une indépendance de la province et conforté par le message de fermeté qu'il a reçu d'Adem Demaçi, Hashim Thaçi refuse de signer l'accord. Néanmoins, afin de montrer sa bonne volonté, la délégation albanaise décide au dernier moment, sur une idée de Veton Surroi, de déclarer avoir voté en faveur de l'accord et être en mesure de le signer dans un délai de deux semaines, après consultation du peuple kosovar et de ses institutions politiques et militaires. La démarche du vice-président américain Al Gore auprès d'Adem Demaçi afin d'obtenir un accord avant ce délai échoue également. Les Serbes quant à eux refusent catégoriquement tout déploiement de troupes sur leur territoire. Face à cet échec, mais dans l'espoir que la délégation albanaise obtienne le soutien qu'elle va demander au Kosovo, Hubert Védrine et Robin Cook annoncent que « les parties se sont engagées à participer en France, à partir du 15 mars, à une conférence portant sur tous les aspects de mise en œuvre » d'un « cadre politique pour l'autonomie substantielle du Kosovo » et « en particulier les modalités d'une présence civile et militaire internationale invitée ».

### Les raisons de l'échec
Certains considèrent que tout accord était hors de portée des négociateurs : « Les positions des Serbes et Kosovars étaient à mille lieues l'une de l'autre, et ils avaient peu de motifs de réduire le fossé qui les séparait. Le meilleur espoir résidait dans la stratégie choisie par le Groupe de contact de réduire les divergences étape par étape. Ce qui supposait de laisser de côté ce qui divisait le plus les deux parties — le statut futur du Kosovo — et se concentrer plutôt sur l'octroi à la majorité de la population d'un droit accru sur sa gestion et son mode de gouvernement ». Les négociateurs, par ailleurs, auraient selon certains perdu toute crédibilité entre le 17 et le 20 février en acceptant d'intégrer aux versions successives du projet d'accord des modifications apportées par la seule équipe serbe, en violation de leurs propres principes qui stipulaient que toute modification, pour être intégrée au document, devait obtenir l'assentiment des deux délégations.
La délégation serbe était quant à elle absolument hostile à une présence militaire imposée par l'OTAN, en particulier tel que stipulé dans l'annexe B. Cette annexe, dévoilée à la fin des négociations et sans qu'il fut véritablement possible de la discuter, prévoyait qu'une force de 30 000 hommes de l'OTAN maintiendrait l'ordre au Kosovo, tout en bénéficiant d'une liberté de circulation — non seulement au Kosovo mais sur tout le territoire yougoslave, ainsi que d'une immunité face aux lois yougoslaves.
Ces conditions furent jugés inacceptables par la partie serbe, ainsi que par de nombreux commentateurs occidentaux. Henry Kissinger déclara alors à la presse que « le texte de Rambouillet, qui appelait la Serbie à accueillir les troupes de l'OTAN sur tout le territoire de la Yougoslavie, était une provocation, un prétexte pour commencer les bombardements. Rambouillet n'aurait pu être accepté par le plus pacifique des Serbes. C'était un document diplomatique épouvantable qui n'aurait jamais dû être présenté de cette façon », tandis que le parlementaire SPD Hermann Scheer qualifia cette annexe de « statut d'occupation par l'OTAN de toute la Yougoslavie », déclarant que « même un politicien modéré n'aurait jamais signé ce texte ».
Le journaliste Jürgen Elsässer, quant à lui, affirme que la responsabilité de l'échec incombe en premier lieu au rôle joué par l'Allemagne.

## La seconde phase de négociations
Après une ultime tentative de Richard Holbrooke à Belgrade le 9 mars, qui se heurte à un refus ferme et définitif de Milošević, la conférence de paix de Paris s'ouvre comme convenu le 15 mars. La délégation albanaise signe l'accord le 18, tandis que la délégation serbe refuse de le faire et soumet un texte révisé modifiant environ 70 % du texte original et remettant en cause les principes non négociables. Les Serbes refusent en effet de cautionner ce qu'ils considèrent comme un ultimatum destiné à légitimer les frappes de l'OTAN — qu'ils considèrent comme inéluctables, tandis que les promoteurs de l'accord estiment que c'est l'entêtement serbe face au pragmatisme des Kosovars qui a mené au blocage des négociations et à l'intervention armée. Les discussions sont dès lors suspendues à une signature serbe qui ne viendra jamais.
Les pourparlers sont officiellement rompus le 19 mars 1999.
Le 23 mars, le secrétaire général de l'OTAN, Javier Solana, ordonne le lancement des opérations aériennes au général Wesley Clark. Le même jour, le Premier ministre russe Evgueni Primakov, en partance pour Washington, ordonne à son avion de faire demi-tour ayant été avisé du lancement imminent de l'opération Allied Force. Les frappes aériennes de l'OTAN commencent dès le lendemain 24 mars.